# الحضره
الحضره یک منطقهٔ مسکونی در مصر است که در استان اسکندریه واقع شده‌است.